# Bourg-de-Péage
Bourg-de-Péage este o comună în departamentul Drôme din sud-estul Franței. În 2009 avea o populație de 10.147 de locuitori.

## Evoluția populației
| An        | 1975  | 1982  | 1990  | 1999  | 2006  | 2009   |
| --------- | ----- | ----- | ----- | ----- | ----- | ------ |
| Populație | 8.626 | 8.413 | 9.248 | 9.752 | 9.944 | 10.147 |